# Clinical Trial Management System
Ein klinisches Studienmanagementsystem (Clinical Trial Management System; CTMS) ist eine Softwarekategorie, die in der Biotechnologie- und Pharmaindustrie angewendet wird, um das Management von klinischen Studien zu unterstützen.
Mit Hilfe eines CTMS wird der Studienmanager und das Studienteam bei der Planung, der Vorbereitung, der Durchführung und der Auswertung von klinischen Studien unterstützt. Teilweise wird die Datenbank des CTMS mit einem Business-Intelligence-System verknüpft, so dass Studiendaten mit Daten aus anderen Datensystemen im Unternehmen verknüpft und ausgewertet werden können.

## Funktionen
Der genaue Funktionsumfang eines CTMS' differiert von Produkt zu Produkt. Zudem sind die Anforderungen an jede Implementierung unterschiedlich, so dass viele CTMS-Lösungen über tiefgreifende Konfigurationsmöglichkeiten verfügen. Der Funktionsumfang eines CTMS überschneidet sich mitunter mit anderen in der klinischen Entwicklung eingesetzten Computersystemen wie z. B. Document Management Systems, Electronic Data Capture, IVRS, Adverse Event Reporting.
Typische Funktionen eines CTMS:
- Adress- und Kontaktdatenmanagement
- Probanden- und Patientenmanagement
- Randomisierung
- Case Report Form (CRF) Tracking
- Adverse Event (AE) Tracking
- Clinical Supply Tracking
- Clinical Cost Tracking
- Document Tracking
- Reporting

Durch die Nutzung von Internettechnologien und der Realisierung der Software als zentralisierte Web-Applikation können geografisch verteilte Studienteams auf einen gemeinsamen Datenbestand zugreifen. Außendienstmitarbeiter können über eine gesicherte Funkverbindung (z. B. UMTS, WLAN) auf das zentrale Studienmanagementsystem zugreifen. Um das Arbeiten ohne bestehende Datenverbindung zu ermöglichen, bieten einige Anbieter separate spezielle Softwaremodule, die auf mobilen Endgeräten installiert und deren Datenbestand mit der zentralen Datenbank synchronisiert werden kann.

## Anforderungen in regulierten Umgebungen
Da CTM-Systeme in regulierten Umgebungen eingesetzt werden, die Vorgaben wie Good Clinical Practice oder 21 CFR part 11 erfüllen müssen, bestehen besondere Anforderungen an den Betrieb solcher Systeme. Neben einer Validierung des Systembetriebs und dem Vorliegen von geeigneten Arbeitsanweisungen ist ein ausführliches Training der mit der Benutzung des CTMS beauftragten Personen unabdingbar. Aufgrund der Komplexität der Systeme und der globalen Verteilung der Anwender finden neben klassischen Präsenztrainings zunehmend auch Blended Learnings oder reine E-Learnings Anwendung.

## Qualitätskontrolliertes Studienmanagementsystem
Ein Qualitätskontrolliertes Studienmanagementsystem (Quality Controlled Trial Management System; QCTMS) allerdings soll im Gegensatz zu CTMS für die Projektverantwortlichen (Project Manager) kontinuierlich Risiken evaluieren, um so über die Qualität und den Studienstatus zu informieren. Hierbei wird gemäß den Anforderungen des Qualitätsrisikomanagements nach ICH Q9 – Quality Risk Management gearbeitet.

### Qualitätsrisikomanagement
Qualitätsrisikomanagement ist ein systematischer Prozess zur Bewertung, Kontrolle, Kommunikation und Überwachung von Risiken, die die Qualität von Arzneimitteln in gesamten Entwicklungsprozess beeinflussen können.
Den Prozess des Risikomanagements gibt es außerhalb der Pharmaindustrie (z. B. Autoindustrie, Finanzindustrie) schon sehr lange um Ressourcen zu sparen und Prozesse zu standardisieren. Der Begriff „Risiko“ bezieht sich im Rahmen von klinischen Studien auf eine etwaige Gefahr einer Verletzung der in der Guten Klinischen Praxis (GCP) formulierten Ziele. Durch eine Studiendurchführung gemäß GCP sollen das Wohlbefinden und die Rechte von Studienteilnehmern geschützt und die Integrität von Studiendaten gewährleistet werden. Die Einhaltung der GCP-Ziele erfordert eine studienspezifische Analyse der möglichen Risiken. Diese sollte so früh wie möglich im Zuge der Studienplanung und -vorbereitung erfolgen. Die Risikoanalyse sollte in der Planung eines Gesamtpakets von qualitätssichernden Maßnahmen für die klinische Prüfung münden. So sollte klar definiert werden:
- Welche Risiken werden erwartet?
- Wie werden diese im Rahmen der Studie identifiziert und evaluiert?
- Wie können diese durch korrektive und präventive Maßnahmen (Corrective and Preventive Actions; CAPA) minimiert werden.

Klinische Prüfungen werden immer aufwendiger und größer, ebenso wie die regulatorischen und sicherheitsrelevanten Auflagen. Die Anzahl der behördlichen Inspektionen wächst stetig, wodurch die Verantwortlichen des Projektes und der Qualitätssicherung (Quality Assurance; QA) eine unüberschaubare Fülle von Informationen verarbeiten müssen, um der Aufgabe der Qualitätssicherung nachzukommen. Bei kleinen klinischen Studien lassen sich Risiken manuell kontrollieren, allerdings ist dies bei einer Studiengröße von mehr als 10 Studienzentren meist nicht mehr möglich. Die zu kontrollierende Datenmenge ist zu groß, wodurch die Risiken wachsen und die Qualität bzw. die Einhaltung von GCP nicht mehr gewährleistet werden kann. Deshalb werden mittlerweile automatische computergestützte Lösungen wie QCTMS angeboten, um die Vielzahl der Daten, die ein Risiko bedeuten könnten, zu evaluieren und auftretende Risiken sofort zu melden um dann korrektive und präventive Maßnahmen in die Wege zu leiten. Durch die computergestützte Automatisierung können Ressourcen sinnvoller eingesetzt und dadurch die Kosten bei der Entwicklung von Medizinprodukten und Arzneimitteln deutlich gesenkt werden.

### Funktionen
Der genaue Funktionsumfang von QCTMS differiert von Studie zu Studie. Die Anforderungen an jede Implementierung sind unterschiedlich da die Risiken immer wieder neu definiert werden müssen. Viele Risiken ähneln sich (z. B. GCP Compliance), einige allerdings sind von den Zielkriterien der jeweiligen klinischen Prüfung abhängig. QCTMS-Lösungen müssen über tiefgreifende Konfigurationsmöglichkeiten verfügen. Der Funktionsumfang eines QCTMS überschneidet sich mit anderen in der klinischen Entwicklung eingesetzten Computersystemen wie z. B. Document Management Systems, Electronic Data Capture, IVRS, Adverse Event Reporting.
Die wichtigsten Funktionen von QCTMS:
- Probanden- und Patientenmanagement
- Risikoerfassung
- Risikomeldung
- Evaluierung von Risiken wie Protokollverstöße, Anzahl von Queries, Einhaltung von Timelines, Meldung von Sicherheitsdaten (SAEs), primäre und sekundäre Zielkriterien
- Budget Kontrolle
- Berichterstattung des Projektstatus
- Dokumenten-Management

Durch die Nutzung von Internettechnologien und der Realisierung der Software als zentralisierte Web-Applikation können geografisch verteilte Studienteams auf einen gemeinsamen Datenbestand zugreifen. Außendienstmitarbeiter können über eine gesicherte Funkverbindung (z. B. UMTS, WLAN) auf das zentrale Studienmanagementsystem zugreifen und Risiken melden, die von QCTMS evaluiert und an die Projektverantwortlichen standardisiert gemeldet werden.
Anforderungen in regulierten Umgebungen
Da QCTM-Systeme in regulierten Umgebungen eingesetzt werden, die Vorgaben der GCP-Verordnung oder 21 CFR part 11 erfüllen müssen, bestehen besondere Anforderungen an den Betrieb solcher Systeme. Neben einer Validierung des Systembetriebs und dem Vorliegen von geeigneten Arbeitsanweisungen (Standard Operating Procedures; SOPs) ist ein ausführliches Training der mit der Benutzung des QTMS beauftragten Personen unabdingbar. Im Gegensatz zu anderen Systemen wie z. B. CTMS ist QCTMS allerdings sehr leicht zu erlernen, weil es nicht der Darstellung von sehr vielen Informationen dient, sondern den Fokus auf die wesentlichen Informationen lenkt, die ein Risiko für den Studienerfolg darstellen könnten.
Neben allgemein verfügbaren Softwareangeboten werden bei einigen Unternehmen zum Qualitätsrisikomanagement auch selbstentwickelte Systeme (z. B. auf Basis einer Oracle Datenbank, Lotus Notes oder Microsoft Excel) verwendet.